# 极小种群野生植物
极小种群野生植物(plant species with extremely small populations, PSESP)，是指分布狭窄，种群长期退化且数量持续减少，已低于稳定存活界限，难以维持正常繁衍而濒临灭绝的野生植物种类。是中国政府提出的一个生物保护概念。
森林砍伐是引起极小种群野生植物濒危的主要原因之一。